# دوتي هيرمان
دوتي هيرمان (بالإنجليزية: Dottie Herman)‏ هي سيدة أعمال أمريكية، ولدت في 10 مايو 1953 في بروكلين في الولايات المتحدة.